# The World (Schiff)
The World ist das erste als Privatresidenz ausgestattete Seeschiff. Die Bewohner leben an Bord, während das Schiff die Weltmeere befährt und sich in den Häfen meist zwei bis drei Tage aufhält.

## Allgemeines

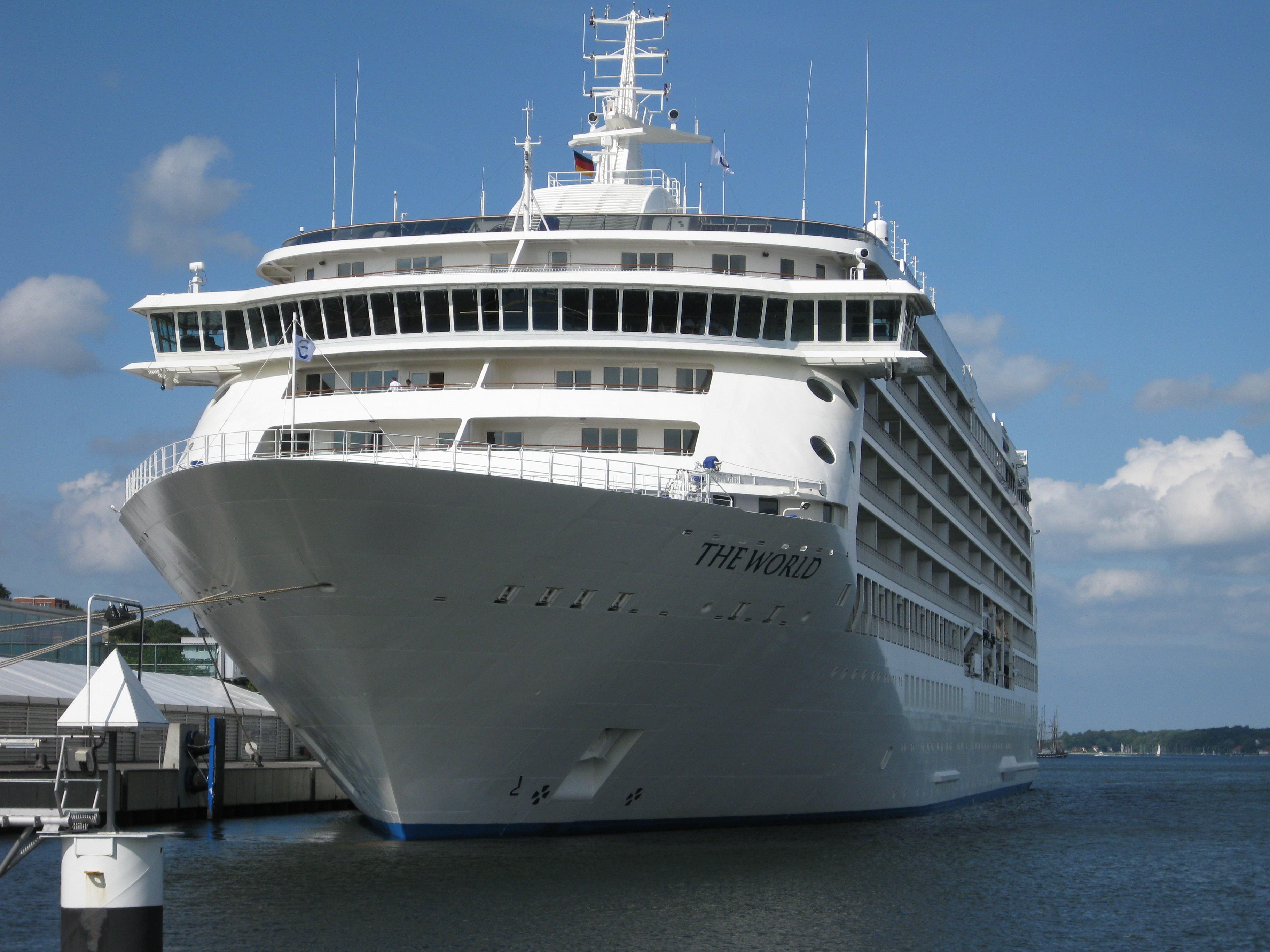
The World am Ostseekai in Kiel

The World fährt unter der Flagge der Bahamas und ist mit 43.188 BRZ vermessen. Das Schiff ist 196 Meter lang, hat zwölf Decks und eine Maximalgeschwindigkeit von 18,5 Knoten. Die Schiffsbesatzung besteht aus 250 Mitgliedern.
Das Schiff hat 165 Appartements, welche im Eigentum der Bewohner stehen oder gemietet werden können. Es stehen drei Kategorien von Appartements zur Verfügung:
- Studios von 27 bis 78 m²
- Studio-Appartements von 54 bis 94 m²
- Appartements von 63 bis 360 m²

Die Appartements sind komfortabel eingerichtet: Die großen „Wohneinheiten“ haben bis zu drei Bäder und mehrere Schlafzimmer. Die Bewohner können in der eigenen Küche kochen oder in den Bordrestaurants speisen. Der Kaufpreis einer 130-m²-Wohnung beträgt zwischen 600.000 und 13,5 Millionen US-$, die jährlichen Unterhaltskosten inklusive Verpflegung bis zu 300.000 US-$.

## Bau und Betrieb
The World wurde auf der Grundlage einer Idee von Knut U. Kloster jun. auf der Werft Bruces Shipyard Landskrona (Schweden) gebaut und von der Werft Fosen Mek. Verksteder A/S, Rissa (Norwegen), im März 2002 komplettiert und fertiggestellt.
Im Oktober 2003 wurde das Schiff von seinen Bewohnern gekauft. Die Gesellschaft ResidenSea in Miami bleibt für Betrieb und Verwaltung des Schiffs zuständig, die Kosten tragen die Eigentümer. So entscheiden die Bewohner, 142 Familien, über Route, Wahl des Treibstoffs oder die Farbe der Weihnachtsdekoration.

## Einrichtungen
The World hat Einrichtungen, wie sie an Bord jedes Kreuzfahrtschiffes üblich sind, allerdings sind sie den Verhältnissen der Wohnungseigentümer angepasst. Das Hauptrestaurant Portraits hat nur wenige Tage im Monat geöffnet. Die anderen Restaurants, Asia, mit fernöstlicher Küche, Tides, mit mediterraner Küche, sowie das Marina-Restaurant und der Poolsidegrill, stehen täglich zur Verfügung. An Bord gibt es einen 24-Stunden-Service und auf Wunsch wird auch Personal für Bedienung und Zubereitung der Speisen in den Wohnungen bereitgestellt.
An Bord befinden sich noch eine Schmuck-Boutique, ein Bekleidungsgeschäft, ein Delikatessenladen für den täglichen Bedarf, ein Fitness-Center sowie ein Spa- und Wellnessbereich. Auf dem Oberdeck und dem Sonnendeck befinden sich neben dem Swimmingpool noch ein Tennisplatz und ein Joggingparcours sowie ein Golfsimulator, auf dem die 53 besten Golfplätze simuliert werden können. Für Krankheitsfälle steht eine medizinische Abteilung zur Verfügung.